# Serapias halicarnassia
Serapias halicarnassia là một loài thực vật có hoa trong họ Lan. Loài này được (H.Baumann & Künkele) P.Delforge miêu tả khoa học đầu tiên năm 1995.